# 拉斐尔·马里亚诺·格罗西
拉斐尔·马里亚诺·格罗西（西班牙語：Rafael Mariano Grossi；1961年3月12日—），阿根廷外交官，现任国际原子能机构总干事。

## 介绍
格罗西拥有历史学和国际政治学博士学位。他于1985年加入阿根廷外交部，1998年至2001年间担任阿根廷驻北约代表，2002年至2007年间担任海牙禁止化学武器组织办公室主任，2010年至2013年间担任原子能机构助理总干事和办公室主任。
2013年，格罗西出任阿根廷驻奥地利大使兼驻原子能机构等驻维也纳国际组织代表。2014年至2016年，任核供应国集团主席，并成为首位连任两届的主席。
2019年7月18日，国际原子能机构第五任总干事天野之弥因病逝世；同年10月30日，经过选举后，格罗西被原子能机构理事会任命为总干事；同年12月2日，其任命在原子能机构大会特别会议上被117个成员国鼓掌表决通过。2019年12月3日，格罗西就任国际原子能机构总干事职务。